# G. R. Hawting
Gerald R. Hawting (* 1944) ist ein britischer Historiker und Islamwissenschaftler.

## Leben
Hawting war Student bei Bernard Lewis und John Wansbrough und erlangte seinen Ph.D. im Jahr 1978. Er ist emeritierter Professor für die Geschichte des Nahen und Mittleren Ostens an der Londoner School of Oriental and African Studies (SOAS).

## Forschung
Als Schüler von John Wansbrough konzentrierte sich Hawting auf die Frage nach dem religiösen Milieu, in dem der Islam entstand. Dazu analysierte er im Detail alle verfügbaren Quellen über die Religionen auf der arabischen Halbinsel in der Zeit vor dem Islam. Nach Meinung von Hawting entstand der Islam nicht in einer Welt des Polytheismus, wie die traditionellen islamischen Überlieferungen, die erst 150 bis 200 Jahre nach Mohammed entstanden, erzählen. Stattdessen entstand der Islam aus einem Konflikt unter Monotheisten, die sich vorwarfen, keine richtigen Monotheisten zu sein, und die sich deshalb polemisch Bilderverehrung vorwarfen.
Ein weiterer Schwerpunkt seiner Forschung ist die Zeit der Umayyaden, die für die Herausbildung des Islam als Religion von großer Bedeutung war. Hawting war ein Vertreter der Revisionistischen Schule der Islamwissenschaft.

## Werke
- The First Dynasty of Islam: The Umayyad Caliphate AD 661-750 (1986).
- John Wansbrough, Islam, and monotheism (1997).
- The Idea of Idolatry and the Rise of Islam: From Polemic to History (1999).

Als Herausgeber und Mitautor:
- Approaches to the Quran (1993).
- The Development of Islamic Ritual (2006).

## Veröffentlichungen
- Sure 24 Vers 31 – Der zentrale Vers zum Kopftuch, Deutschlandfunk, 25. Sept. 2015